# Marja-Liisa Olthuis

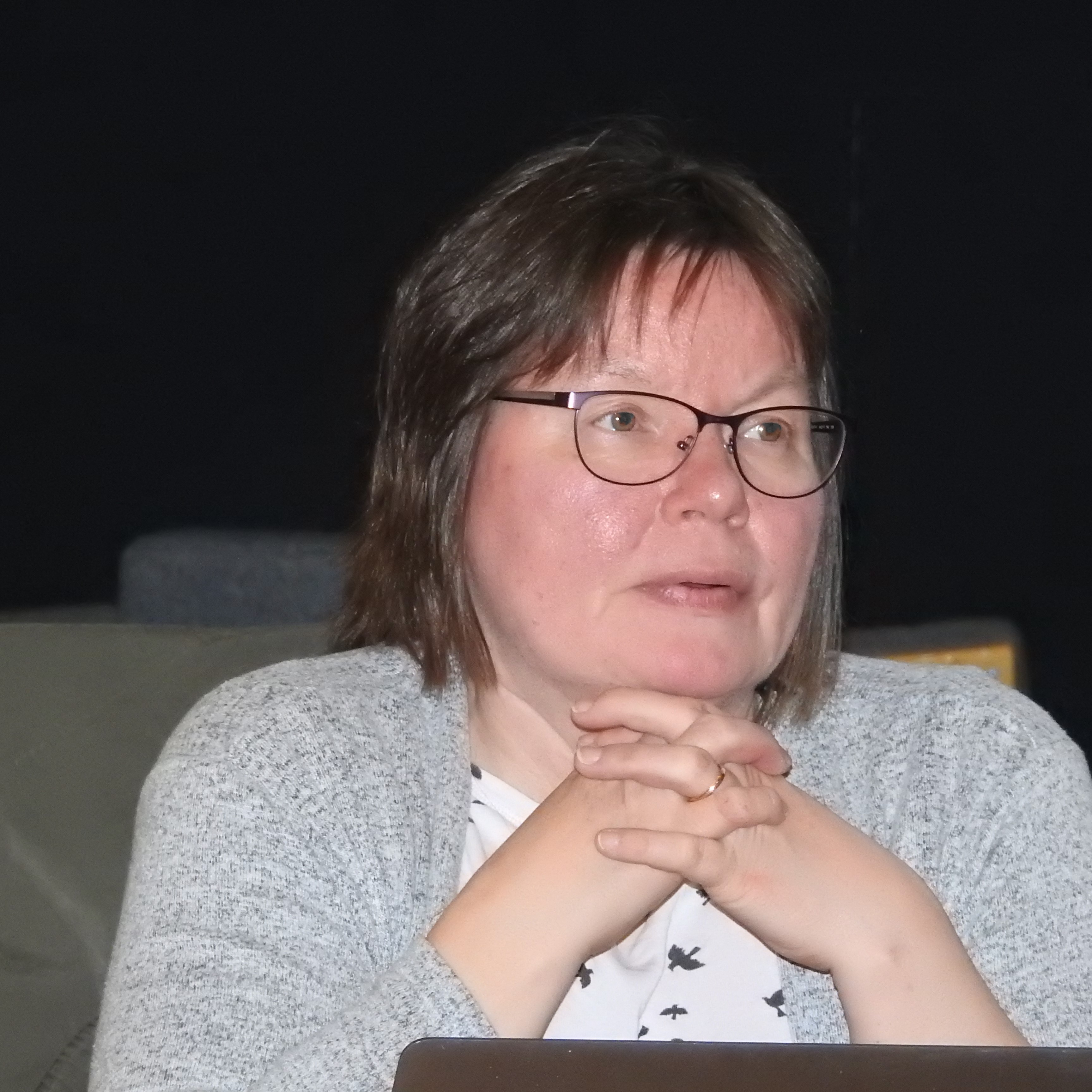
Marja-Liisa Olthuis (2020)

Marja-Liisa Olthuis (* 9. August 1967 in Partakko, Inari, Finnland) ist eine samische Linguistin und Autorin. Ihr samischer Name lautet Kaaba Ellis Márjá-Liisá.

## Leben
Olthuis wurde als Tochter von Sammlii-Kaabi Eljis (Elias Mujo) und Piätárii-Heendâ Heeihâ Elsa (frühere Aikio) geboren. Im Alter von vier Jahren verstarben ihr Vater und ihr Großvater Heendâ-Heikkâ (Heikki Aikio) bei einem Unfall mit einem Schneemobil. 1974 begann ihre Grundschulausbildung in Partakko und wurde in Utsoki und Nuorgam fortgesetzt. Als ihre Mutter neu heiratete, zog die Familie nach Kuhmo, wo Marja-Liisa ihre Schulbildung abschloss.
1992 graduiert sie von der Universität Oulu mit einem Masterabschluss in Philosophie. Sie zog im gleichen Jahr mit ihrem Ehemann nach Holland. Sie ist auch als Schriftstellerin tätig und wurde für ihr Kinderbuch Njobžâvääri pessijâšmarkkâneh (Ostermarkt von Bärenberg) 2008 von der IBBY ausgezeichnet.
2020 erhielt sie für ihre erfolgreichen Bemühungen zur Revitalisierung des Inarisamischen den Linguapax International Award. Aktuell wohnt sie mit ihrem Mann und ihren zwei Töchtern, Sofia (* 1996) und Ester Anne (* 2004) in Holland. Sie sprechen Inarisami zuhause.

### Linguistische Tätigkeiten
Teile ihres Studiums handelten von deverbalen Substantiven und deren Nutzung in der Inarisamischen Sprache. Sie schloss ihr Licentiat 2001 ab. Ihre Abschlussarbeit handelte von dem zweisilbigen -mi- in der Nordsamischen Sprache und den zweisilbigen -mi- und -me-Nominalen in der Inarisamischen Sprache.
In Kooperation mit der Universität Oulu hat sie 2009 einen einjährigen Intensivsprachkurs auf Inarisamisch initiiert. Dieser ist eine berufsbegleitende Fortbildung zur Wiederbelebung der Sprache und richtet sich vor allem an Berufsgruppen, die viel Kontakt mit Kindern und Jugendlichen haben. Die Teilnehmer wurden mit Rücksicht auf die Bedürfnisse der Samigemeinde sorgsam ausgewählt. Innerhalb von zwei Jahren wurde das Projekt vollständig von Finnland gefördert und die Teilnehmer bekommen bei Teilnahme die gleiche Bezahlung wie in ihren vorherigen Berufen.
Zur Förderung des Inarisamischen hat Olthuis ein Wörterbuch sowie eine Grammatik verfasst. Sie erarbeitet Sprachprogramme, um Kindern und Jugendlichen aktive Sprachkenntnisse zu vermitteln. Ihre Interessen sind die Sprache der Samen, Finnisch, Sprachbelebung, Lexikologie, Zweit- und Fremdsprachenlehre und Übersetzung.

## Veröffentlichungen (Auswahl)

### Wissenschaftliche Monographie
- 2013: Revitalising Indigenous languages. How to recreate a lost generation (zus. mit Suvi Kivelä und Tove Skutnabb-Kangas), Bristol: Multilingual Matters ISBN 978-1-84769-887-2

### Kinderbuch
- 2006: Njobžâvääri pessijâšmarkkâneh

### Lehr- und Wörterbücher (Inarisamisch)
- 2000: Kielâoppâ
- 2005: Sämikielâ sänikirje säämi-suoma ja suomâ-säämi

### Übersetzungen (ins Inarisamische)
- 1991: Sun ana mist huolâ
- 1995: Evaƞgelium Matteus mield
- 2003: Luándukirje

### Lyrik (in Anthologie)
- Worte verschwinden / fliegen / zum blauen Licht : Samische Lyrik von Joik bis Rap. Übersetzt von Christine Schlosser. In: Johanna Domokos, Christine Schlosser, Michael Rießler (Hrsg.): Samica. Band 4. Albert-Ludwigs-Universität Freiburg, Freiburg 2019, ISBN 978-3-9816835-3-0, S. 465.

## Auszeichnungen
- 2008: Ehrung verliehen von IBBY
- 2020: International Award, verliehen von Linguapax